# 安德烈斯·希梅諾
安德烈斯·希梅诺·托拉格拉（西班牙語：Andrés Gimeno Tolaguera，1937年8月3日—2019年10月9日）是西班牙男子职业网球运动员。1972年获法国网球公开赛男子单打冠军。2009年入选国际网球名人堂。

## 生平
1937年，安德烈斯·希梅諾出生在巴塞罗那的一个网球爱好者家庭。父亲埃斯特万是网球运动员。安德烈斯从小在父亲的教导下练习网球，多次在青少年比赛中夺冠。17岁时，他赢得了巴塞罗那锦标赛、蒙地卡羅大師賽、女王俱樂部錦標賽的单打冠军。1959年和1960年分别在澳大利亚和法国网球锦标赛中进入八强。1960年底转身为职业网球运动员。
1968年，网球界允许职业运动员参加大满贯赛事。1969年，他在澳网中以6–3, 6–4, 7–5的成绩不敌罗德·拉沃，最终获得亚军。
1970年，他在温布尔登网球公开赛上挺进了半决赛。1972年，他先后在布鲁塞尔、巴黎、洛杉矶、伊斯特本的公开赛中打入决赛，并达到了职业巅峰：获得了法国网球公开赛男子单打冠军。这是他首场也是唯一赢得的一场大满贯赛事。同时，他也以34岁的年龄创下了最年老夺冠纪录。
他也活跃于台維斯盃赛事，单打成绩为18胜5负，双打成绩为5胜5负。1973年，他半月板关节受伤，决定退役。此后在西班牙和瑞士网球联合会担任教练。
1974年，他在巴塞罗那省卡斯特尔德费尔斯创立了以自己名字命名的网球俱乐部。
2009年入选国际网球名人堂，是继阿蘭查·桑切斯·維卡里奧、曼努埃尔·阿隆索、曼努埃尔·桑塔纳之后第四位获得该荣誉的西班牙选手。
2019年10月9日去世，享壽82岁。